# East Renfrewshire
East Renfrewshire (Schots-Gaelisch: Siorrachd Rinn Friù an Ear) is een raadsgebied (council area) in het midden van Schotland met een oppervlakte van 174 km². De hoofdplaats is Giffnock en het raadsgebied heeft 95.170 inwoners (2017).
Het raadsgebied ligt direct ten zuidwesten van de stad Glasgow en behoort ook voor een belangrijk deel tot het stedelijke gebied van Glasgow. East Renfrewshire behoort tot de lieutenancy area het historische graafschap Renfrewshire.

## Plaatsen
- Barrhead
- Busby
- Caldwell
- Clarkston
- Eaglesham
- Giffnock
- Muirend
- Neilston
- Netherlee
- Newton Mearns
- Thornliebank
- Uplawmoor
- Waterfoot

Aberdeen · Aberdeenshire · Angus · Argyll and Bute · City of Edinburgh · Clackmannanshire · Dumfries and Galloway · Dundee City · East Ayrshire · East Dunbartonshire · East Lothian · East Renfrewshire · Falkirk · Fife · Glasgow City · Highland · Inverclyde · Midlothian · Moray · Na h-Eileanan Siar (Buiten-Hebriden) · North Ayrshire · North Lanarkshire · Orkney Islands · Perth and Kinross · Renfrewshire · Scottish Borders · Shetland Islands · South Ayrshire · South Lanarkshire · Stirling · West Dunbartonshire · West Lothian
Zie ook: lieutenancy areas, de vroegere regio's en graafschappen